# Positiv (Musikinstrument)

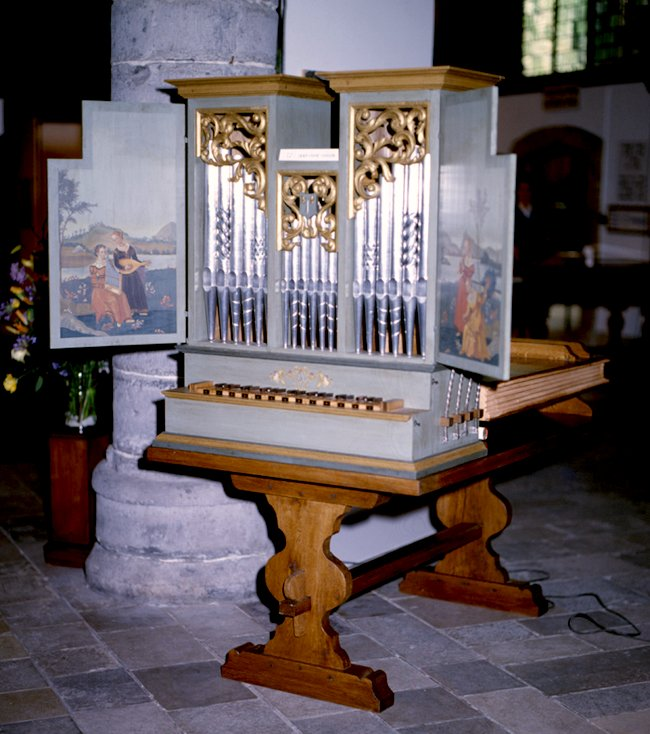
Tischpositiv, Deutschland, 1978

Ein Positiv (von lateinisch ponere „setzen, stellen, legen“) oder Orgelpositiv ist eine kleine, transportierbare Orgel mit wenigen Registern, gewöhnlich einmanualig und ohne, oder mit lediglich angehängtem Pedal. Ein Teilwerk einer größeren Orgel wird häufig ebenso Positiv genannt.
In der Kirchenmusik dient das Positiv als Generalbassinstrument oder auch zur Unterstützung des Chorgesangs. In kleinen Kirchenräumen (Kapellen) ist es oft die einzige Orgel. In der weltlichen Musik wird es sowohl solistisch als auch mit anderen Instrumenten eingesetzt. Zu seiner Bedienung war vor der Einführung elektrischer Gebläse neben dem Organisten ein Kalkant erforderlich, sofern nicht der Organist – ähnlich wie beim Harmonium – selbst die Bälge mit den Füßen bedienen konnte.

## Geschichte des Positivs

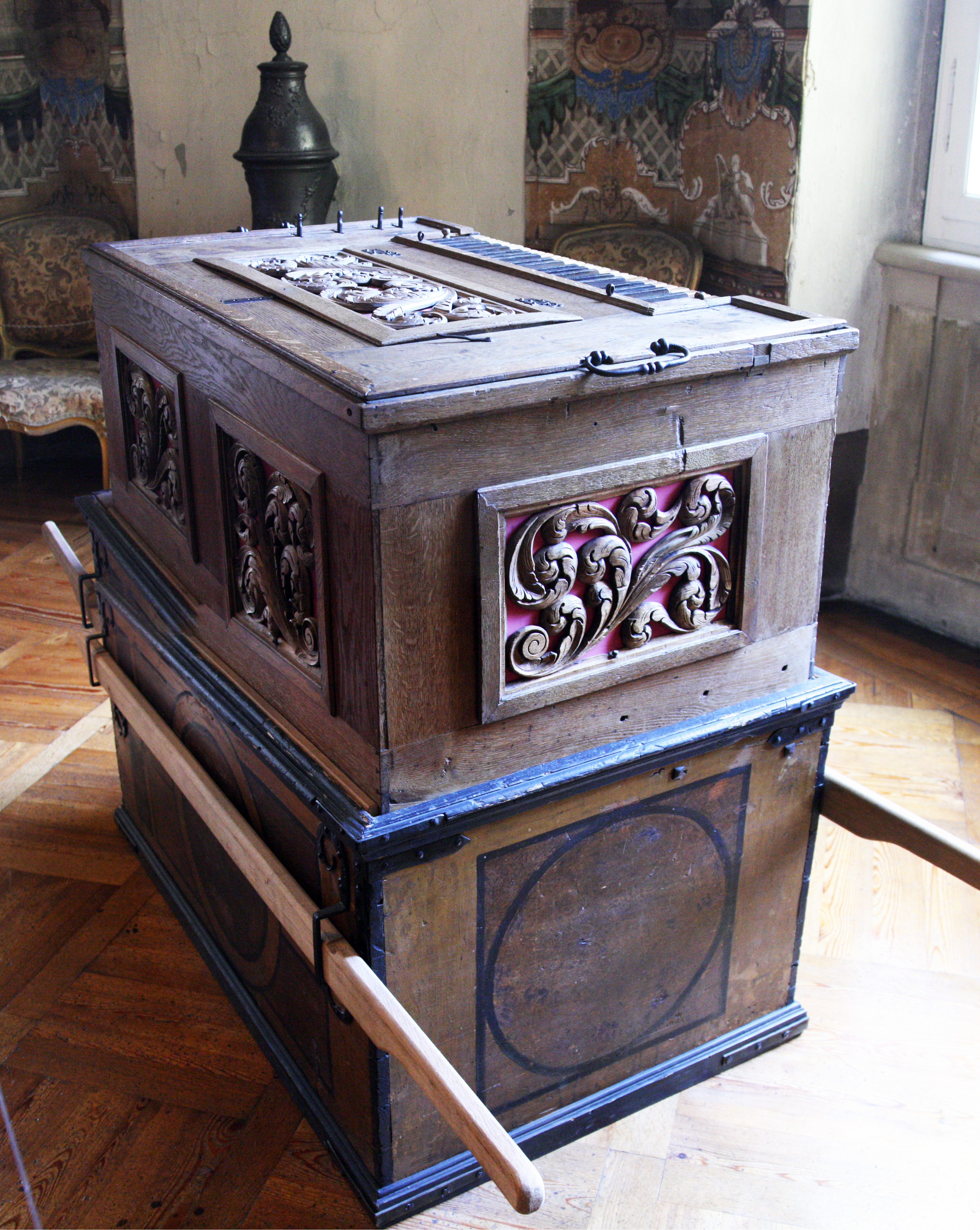
Tragbare Feldorgel, Inventar des Residenzschlosses Ludwigsburg, 1712

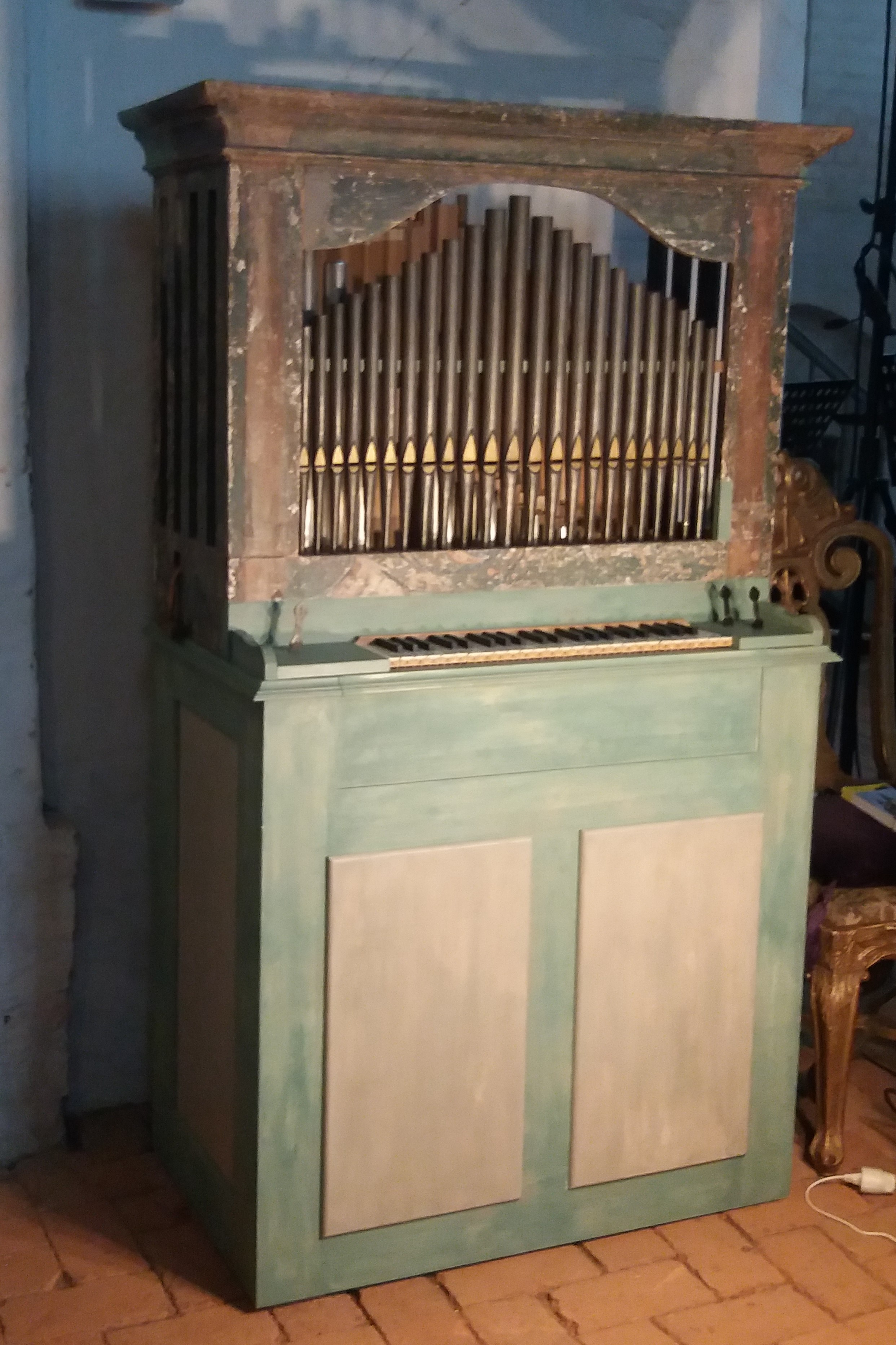
Positiv von Christoph Werner von 1657 in St. Nikolai Jüterbog, älteste erhaltene Orgel in Brandenburg

Der Vorläufer des Positivs ist das mittelalterliche, einregistrige Portativ. Daraus entstand in der Renaissance die mehrregistrige Baldachin-Tischorgel. Die zwei Keilbälge wurden an der Rückseite angebracht und von einem Kalkanten bedient. Das Pfeifenwerk war nicht frei sichtbar, sondern von einem Baldachin als Stoffdach umschlossen. Die klangliche Basis war stets das Zungenregister Regal 8′, was dem Instrument einen charakteristischen, tendenziell schnarrenden Klang verlieh. Das 4′-Register war meist gedackt ausgeführt. Der Tonumfang betrug meist CDEFGA–g2a2. Geteilte Schleifen waren bereits weit verbreitet. Der Teilungspunkt lag oft zwischen h0/c1, auf der iberischen Halbinsel etablierte sich jedoch der einheitlich bei c1/cis1 liegende Teilungspunkt wie bei den dortigen Orgeln. Die Baldachinorgel diente neben der Wiedergabe von Sakralmusik im Rahmen von Andachten auch in großem Umfang der Wiedergabe von weltlicher Musik, wobei es sich meist um Tanzsätze und Bearbeitungen weltlicher Lieder handelte.
Beispiel einer Baldachinorgeldisposition:
| Manual CDEFGA–g2a2 |    |
| Regal              | 8′ |
| Copel              | 4′ |
| Prinzipal          | 2′ |
| Cymbel I–II        |    |

- Nebenregister wie Nachtigall oder Bordune (regalartige Zungenpfeifen oder gedackte Labialpfeifen)

Beim barocken Positiv wich das Regal 8′ meist einem gedackten 8′-Labialregister. Wenn Platz für ein Zungenregister vorhanden war, wurde oft ein grundtönigeres als ein Regal, z. B. ein Krummhorn 8′ zusätzlich disponiert.
Später bekamen diese Kleinorgeln einen eigenständigen Unterkasten. Dieser blieb zunächst leer, später jedoch nahm er die Windversorgung und meist auch die größten Basspfeifen auf. Das Positiv ist seit dieser Zeit meist zweiteilig und die Prinzipalpfeifen sind im Orgelprospekt sichtbar. Das 4′-Register war oft gedackt oder als Rohrflöte ausgeführt. Der Tonumfang war normalerweise C–c3 mit kurzer oder gebrochener Oktave. Geteilte Schleifen waren in dieser Zeit selten. Anstatt der Zimbel wurden im Barock oft eine repetierende Quinte 1 1⁄3′ und ein Oktave 1′ disponiert. In der Barockzeit wurde das Positiv sowohl solistisch, als auch als Generalbassinstrument gespielt. Die barocken Positive wurden oft mit verschließbaren, manchmal bemalten, Flügeltüren ausgestattet. In heutiger Zeit findet man häufig auch Freipfeifenprospekte und moderne Formen mit Schwellkästen aus Glas oder ähnlichem.
Ein repräsentatives Dispositionsbeispiel:
| Manual C–c3 |       |
| Gedackt     | 8′    |
| Flöte       | 4′    |
| Prinzipal   | 2′    |
| Quinte      | 1 ⁄3′ |
| Oktave      | 1′    |

Moderne Positive werden oft zusätzlich mit Zungenstimmen (meist Regal 8′) oder Diskantregistern, halben Registern nur für die Diskanthälfte des Manuals ausgestattet. In Holland erfreut sich ein Diskantprinzipal 8′ einer gewissen Beliebtheit, Streicher in Äquallage oder eine Traversflöte 4′ waren in der Romantik sehr beliebt und werden heute wieder manchmal disponiert. Auch Aliquote sind anzutreffen, zum Beispiel Quinte 2 2⁄3′ oder Terz 1 3⁄5′, entweder auf eigenen Zügen oder zusammengefasst zu einer Sesquialter 2-fach. Baut man ein Aliquot durchgehend, dann eher etwa in der 1 1⁄3′-Lage. Gerade in Verbindung mit halben Registern werden mitunter auch alle durchgehenden Register in Bass- und Diskanthälfte aufgeteilt. Der Tonumfang heutiger Positive und Truhenorgeln ist am häufigsten C–f3.

## Moderne Truhenorgeln

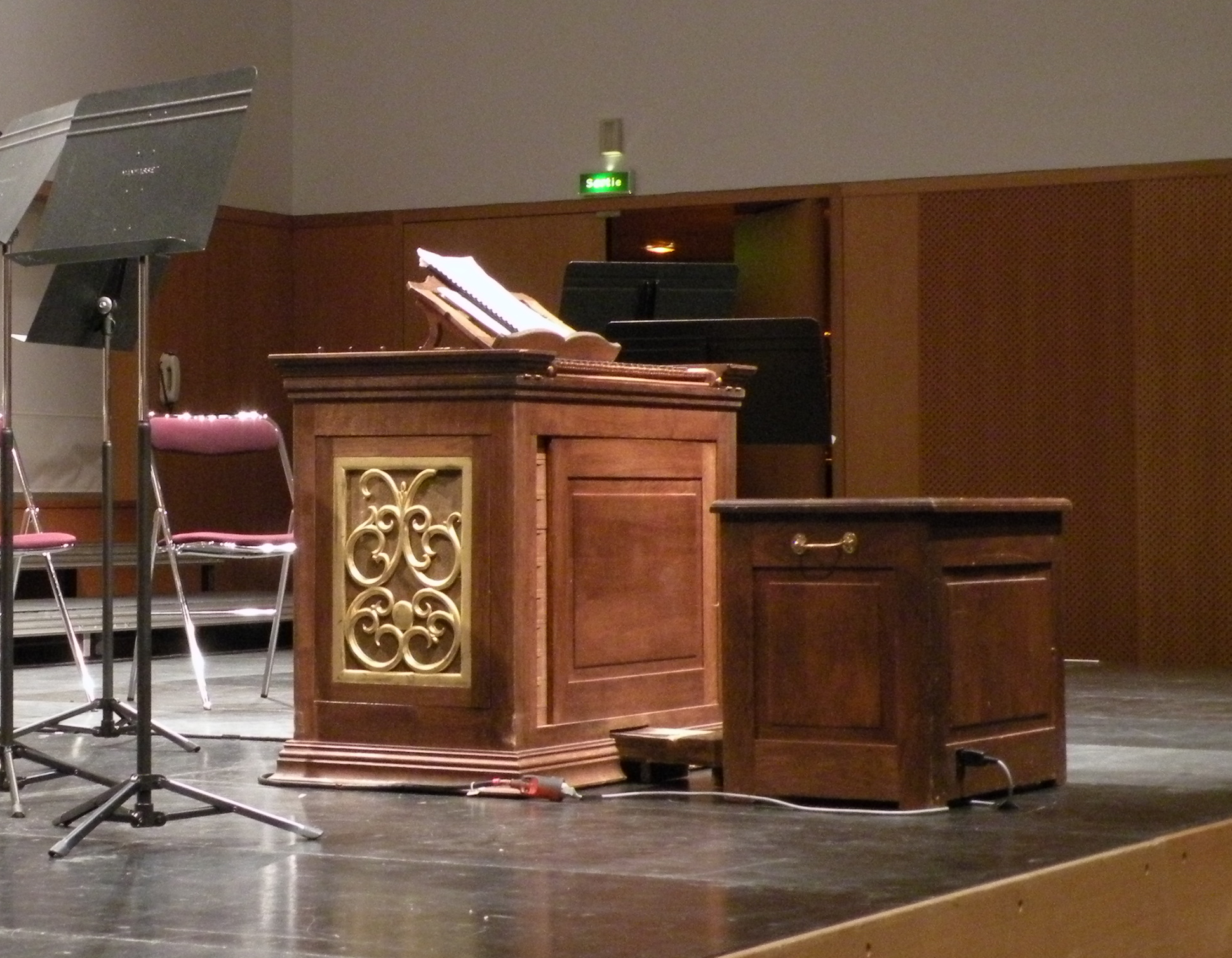
Ton Koopmans Truhenpositiv während La Folle Journée, 2009

Heute wird das Positiv in Form von Truhenorgeln zur Interpretation alter Musik vor allem zur Ausführung des Generalbasses in der Continuo-Gruppe verstärkt eingesetzt und auch gebaut. Diese gut transportablen Kleinorgeln mit wenigen Registern, häufig mit einem gedackten Register aus Holz in 8′-Lage, einer Flöte in 4′-Lage und einem Prinzipal-Register in 2′-Lage besetzt, haben die Form einer großen Truhe. Die Windversorgung wird meist durch ein elektrisches Gebläse besorgt. Bei extrem kompakter Bauweise liegt die technische Obergrenze etwa bei sieben Registern für die Basshälfte und neun Registern für die Diskanthälfte des Manuals, wobei dann meist auch ein bis zwei kurzbecherige Zungenregister vorhanden sind.
Heutige Truhenorgeln sind oft mit einer Transponiervorrichtung ausgestattet, die es ermöglicht von 440 Hz auf 415 Hz herab bzw. auf 465 Hz hinauf zu transponieren. Derartige Transponiervorrichtungen sind bereits seit der Renaissance bekannt (Tischorgel auf der Churburg, um 1580). Ebenso findet man häufig geteilte Schleifen, diese sind ebenfalls schon lange bekannt, s. o. Der Teilungspunkt liegt oft zwischen h0/c1. Damit Truhenorgeln möglichst transportabel sind, sind sie auf Rollen montiert oder zum besseren Transport in zwei Teile zerlegbar.
Zwei Beispieldisposition jeweils einer kleinen und einer großen Truhenorgel:
| Manual C–f3 |    |
| Gedackt     | 8′ |
| Rohrflöte   | 4′ |
| Prinzipal   | 2′ |

| Manual C–f3, Teilung bei h0/c1 |        |                                                 |
| Gedackt                        | 8′     | B/D                                             |
| Prinzipal                      | 4′     | B/D (ab G, C–Fis Transmission aus Rohrflöte 4′) |
| Rohrflöte                      | 4′     | B/D                                             |
| Nasat                          | 2 ⁄3′  | D                                               |
| Oktave                         | 2′     | B/D                                             |
| Terz                           | 1 3⁄5′ | D                                               |
| Zimbel                         | 1′     | B/D                                             |
| Holzregal                      | 16′    | B/D                                             |
| Krummhorn                      | 8′     | B/D (C–H mit halber Becherlänge)                |

Um den Truhenorgeln eine größere dynamische Bandbreite zu ermöglichen statten manche Orgelbauer Truhenorgeln heute auch mit Schwellern, teils aus Plexiglas, aus.

## Moderne Kleinorgeln

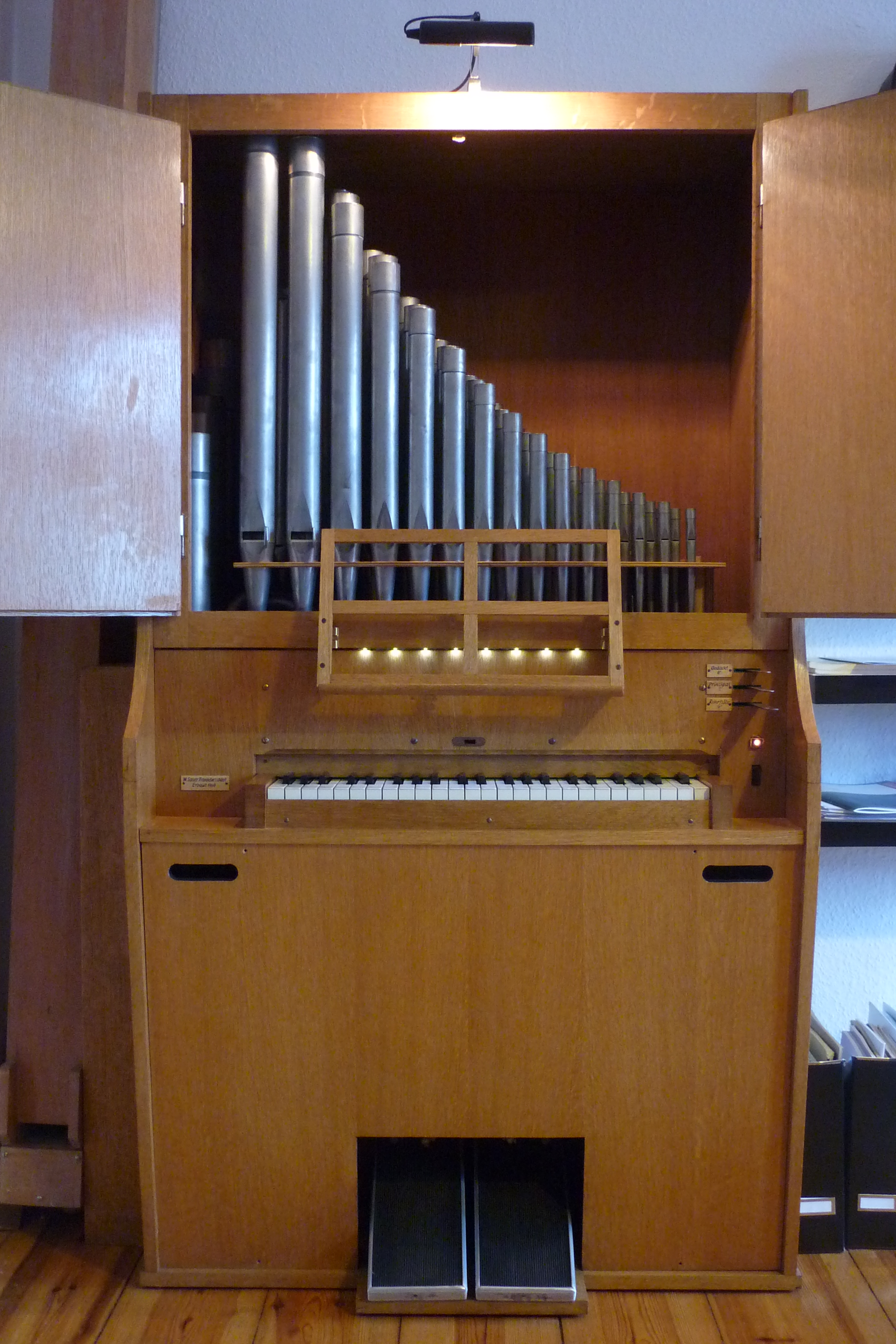
Kleinorgel einer Friedhofskapelle, Sauer Orgelbau, 1969

In den letzten Jahrzehnten gab es vermehrt Bestrebungen, kompakte und vergleichsweise kostengünstige Kleinorgeln zu bauen, um möglichst viele, auch kleine Kirchen und Kapellen, mit adäquaten Orgeln ausstatten zu können sowie der schlechteren finanziellen Situation vieler Kirchengemeinden Rechnung zu tragen. Des Weiteren muss sich der Orgelbau mit der zunehmenden Konkurrenz günstiger digitaler Orgeln auseinandersetzen.
Beispiele für moderne Kleinorgeln sind:
- Kleinorgeln, welche in Serie gefertigt werden, z. B. von Sauer Orgelbau, Frankfurt/Oder
- ÖK-Orgel, Jäger & Brommer, Waldkirch
- Barock-Plus-Romantik-Orgel, Orgelbau Vier, Friesenheim
- Kleinorgel Resonance I–III, Hehl Orgelbau, Murr
- Kabinettorgel, Oberlinger Orgelbau, Windesheim